# Dittosa cheesmani
Dittosa cheesmani är en kräftdjursart som först beskrevs av Henri Filhol 1886.  Dittosa cheesmani ingår i släktet Dittosa och familjen Leucosiidae. Inga underarter finns listade i Catalogue of Life.